# یحیی پترا
سلطان یحیی پترا ابن المرحوم سلطان ابراهیم (جاوی: سلطان یحیی ڤیترا ابن المرحوم سلطان إبراهیم؛ ۱۰ دسامبر ۱۹۱۷ – ۲۹ مارس ۱۹۷۹) جی‌سی‌ام‌جی (GCMG)، از سال ۱۹۶۰ به مقام سلطان کلانتان دست یافت، او همچنین از سال ۱۹۷۹ به عنوان ششمین یانگ دی‌پرتوان آگونگ یا پادشاه مالزی انتخاب گردید و تا هنگام درگذشت، تحت این عناوین به خدمت مشغول بود.

## دوران ابتدایی زندگی
او در روز ۱۰ دسامبر ۱۹۱۷ با نام بدو تولد تنگکو یحیی پترا در ایستانا بالای بسار در کوتا بهارو، کلانتان بدنیا آمد. یحیی دومین‌ پسر سلطان ابراهیم از زن سومش بود.